# Eußenheim
Eußenheim (or Eussenheim) là một đô thị thuộc huyện Main-Spessart, bang Bayern, Đức trong Regierungsbezirk Lower Franconia (Unterfranken) bang Bayern, Đức.
Eußenheim nằm bên sông Wern ở vùng Würzburg, trong Fränkisches Weinland ("Franconian Wineland").
Đô thị này có các khu vực:: Aschfeld, Bühler, Eußenheim, Hundsbach, Münster và Obersfeld.